# Wilma Mansveld
Wilma Jacqueline Mansveld (Hilversum, 11 september 1962) is een Nederlandse voormalige politica en bestuurder. Van 5 november 2012 tot en met 28 oktober 2015 was zij voor de Partij van de Arbeid (PvdA) staatssecretaris Infrastructuur en Milieu in het kabinet-Rutte II. Per 1 maart 2017 is Mansveld directeur van de Veiligheidsregio Groningen.

## Biografie
Na de opleiding Moderne Bedrijfsadministratie en het behalen van haar tweedegraads onderwijsbevoegdheid bedrijfseconomie werkte Mansveld in het bedrijfsleven. Van 2001 tot 2011 was zij secretaris van de SER Noord-Nederland in Groningen. Ze werd op 20 maart 2003 lid van de Groningse Provinciale Staten voor de PvdA. In 2009 werd Mansveld fractievoorzitter en op 13 april 2011 gedeputeerde (portefeuille economische zaken, jeugdzorg, milieu en energie).
Mansveld werd per 5 november 2012 staatssecretaris van Infrastructuur en Milieu in het kabinet-Rutte II. Zij was verantwoordelijk voor de beleidsterreinen luchtvaart, openbaar vervoer en milieu; openbaar vervoer werd op verzoek van minister Schultz van Haegen uit háár portefeuille gehaald, om die te verlichten. In het buitenland mocht zij zich minister voor Milieu en Energie noemen.
Eind september 2015 kwam Mansveld in het nauw door grote financiële problemen bij spoorbeheerder ProRail, die leidden tot een verworpen motie van wantrouwen in de Tweede Kamer. Op dat moment liep naar een andere affaire omtrent het spoor, de Fyra, al een parlementaire enquête. Op 28 oktober 2015 diende zij haar ontslag in, nadat die dag in het eindrapport van deze enquête was geconcludeerd dat zij de Tweede Kamer onjuist en onvolledig had ingelicht. Volgens haar eigen woorden ook omdat zij politiek verantwoordelijk was voor onjuist gebleken beleidsbeslissingen van vorige bewindslieden. De koning heeft haar dit ontslag op dezelfde dag verleend.
Mansveld werd op 29 augustus 2016 geïnstalleerd als waarnemend burgemeester van de Friese gemeente Tietjerksteradeel.
Per 1 maart 2017 werkt Wilma Mansveld als directeur van de Veiligheidsregio Groningen.
- Parlement.com: vj46fg8xgvpy